# فوينتيليسبينو دي هارو
فوينتيليسبينو دي هارو (بالإسبانية: Fuentelespino de Haro)‏، هي إحدى بلديات مقاطعة قونكة إحدى مقاطعات إسبانيا، والتي تقع في منطقة قشتالة لا منتشا وسط البلاد, والمائلة لجهة الشرق من إسبانيا.
يبلغ عدد سكانها 288 نسمة وفقاً لإحصائية سنة (2007).